# Mathilde Lammers
Mathilde Lammers (* 16. August 1837 in  Lüneburg; † 27. August 1905 in Bremen) war eine Pädagogin und Frauenrechtlerin.

## Biografie

### Familie, Ausbildung und Beruf
Lammers war die Tochter des Kaufmanns Hermann Lammers. Sie hatte zwei Geschwister. In Lüneburg besuchte sie die Höhere Mädchenschule und begann bereits mit 16 Jahren in Düsseldorf Kinder zu unterrichten, war dann zwei Jahre Lehrerin in Reinstorf und musste danach in Lüneburg im Haushalt ihrer Eltern helfen. 1859 unterrichtete sie in einem Institut in Choisy-le-Roi in der Nähe von Paris.
1860 zog sie mit ihrer Familie nach Bremen. Der Beruf als Lehrerin war in dieser Zeit eine der wenigen Berufsmöglichkeit für Frauen, außer Hausfrau, Dienstbotin oder Arbeiterin. Lammers ergänzte ihre Lehrerausbildung und bestand das Töchterschulexamen. Danach arbeitete sie in der Töchter-Bürgerschule von Heinrich Gräfe, die 1878 zur Höheren Mädchenschule Janson mit der Leiterin Ida Janson wurde. Lammers war ihre engste Mitarbeiterin und Vorsteherin des Lehrerinnenseminars. Sie selbst lebte allein, seit 1883 im Obergeschoss ihrer Schule. 1895 gab sie den Lehrerinnenberuf auf.

### Schriftstellerin und Frauenrechtlerin
Frühzeitig betätigte sich Mathilde Lammers als Übersetzerin von Texten aus dem Englischen.
Daneben schrieb sie eigene Artikel und setzte sich moderat für Frauenrechte ein. Sie stellte die herrschende Rollenteilung der Geschlechter und den natürlichen Beruf der Frau als Hausfrau und Mutter grundsätzlich nicht in Frage. Lammers setzte sich aber für eine Berufsbildung der Frauen ein z. B. für den Fall, dass sie nicht heiraten würden. 1877 gründete sie mit ihrem Bruder August Lammers die Wochenzeitschrift Nordwest, Monatsschrift für Gemeinnützigkeit und Unterhaltung. Sie redigierte das Magazin und schrieb viele Artikel: Ratschläge für den Sonntag, Kritik zu Modeerscheinungen, Ratschläge zur Erziehung oder zum Zusammenleben von Frauen, Vorschläge für eine Ausbildung der Hausgehilfinnen, Berichte über Frauenvereine, Forderungen zum Mädchenschutz, Überlegungen zum Frauenstudium. Sie war von 1872 bis 1894 im Vorstand des Frauen-Erwerbs- und Ausbildungsvereins.
In der von Helene Lange gegründeten und herausgegebenen Zeitschrift Die Frau veröffentlichte Lammers die Artikelserie Allein durchs Leben. Darin gab sie Frauen praktische Ratschläge dazu, eine Wohnung zu mieten, ein Konto zu eröffnen, ihr Geld selbst zu verwalten und auf Ämtern selbstbewusst aufzutreten und kritisierte die rechtliche Benachteiligung der Frauen. Sie hätten weniger Rechte, aber die gleichen Pflichten wie Männer.

„Die staatsbürgerlichen Rechte der Frauen sind in unserem Vaterlande bekanntlich schon seit Römerzeiten mit denen von Kindern und Idioten gleich! Wo es sich dagegen um Pflichten handelt, da betrachtet der Staat diejenigen Frauen, für die kein Mann eintritt, ohne weiteres als mündige Wesen. Sie müssen Steuern zahlen, so gut und so hoch wie Männer. Sie müssen polizeiliche Vorschriften, von denen sie betroffen werden, kennen und beachten, so gut wie Männer.“

Lammers engagierte sich wie ihr Bruder gegen den Alkoholmissbrauch. Mit Ottilie Hoffmann beteiligte sie sich 1903 in Bremen am Internationalen Kongress gegen den Alkoholismus.
Sie war keine radikale Frauenrechtlerin, die die völlige Gleichberechtigung verlangte. Sie wollte aber, dass z. B. die Universitäten für Frauen offenstehen sollten, die Lehrerinnen oder Ärztinnen werden wollten. Als bedeutende Persönlichkeit der Bremer Frauenbewegung des 19. Jahrhunderts blieb sie in den gesetzten Grenzen, suchte aber für Frauen Betätigungen entsprechend ihren Fähigkeiten.

## Publikationen (Auswahl)
- Berufsbildung der Frauen in: Frauenanwalt, Organ des Frauen-Erwerbs- und Ausbildungsvereins, Bremen 1870.
- Die Frau – Ihre Stellung im Haus und Welt, Leipzig 1877.
- Das lebendige Weihnachtsgeschenk. Eine Erzählung für Kinder, Bremen 1878.
- Neues Not- u. Hilfsbüchlein. Lahr 1889
- Allein durchs Leben. Artikelserie über Status und Alltag allein lebender Frauen. In: Die Frau, 1893.